# Steilene
Steilene est un groupe de cinq îles de la commune de Nesodden , dans le comté d'Akershus en Norvège.

## Description
L'archipel est situé dans l'Oslofjord intérieur juste à l'ouest de Alværn. Les cinq îlots sont Storsteila, Persteila, Landsteila, Fyrsteila et Knerten.
Il y avait autrefois une installation de stockage de pétrole à Steilene, alors qu'il s'agit maintenant d'une zone à ciel ouvert.
Le phare de Steilene est désaffecté et sert de lieu d'hébergement géré par l'Oslofjordens Friluftsråd. Il y a un port naturel à Steilene. Fyrsteilene a aujourd'hui une station météo qui est dirigée par Nortek et qui est en service depuis 2008.

## Zone protégée
- À Knerten, il y a une réserve ornithologique pour les oiseaux où il est interdit de débarquer du 15 avril au 15 juillet. C'est la réserve naturelle de Knerten créée en 1978[3].
- Fyrsteilene est protégé en tant que Zone de conservation des plantes Fyrsteilene créée en 2008 [4]

## Galerie

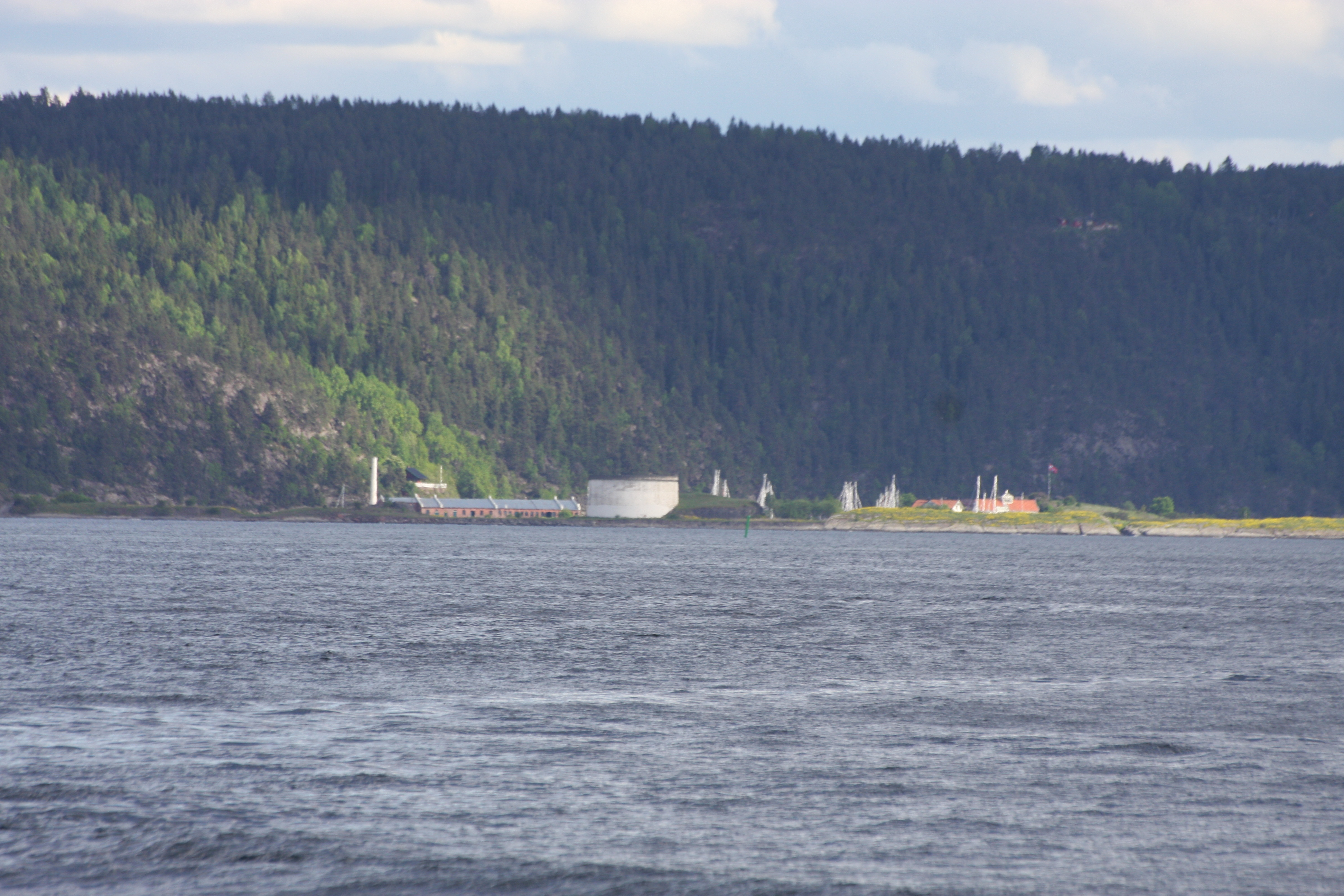
Steilene
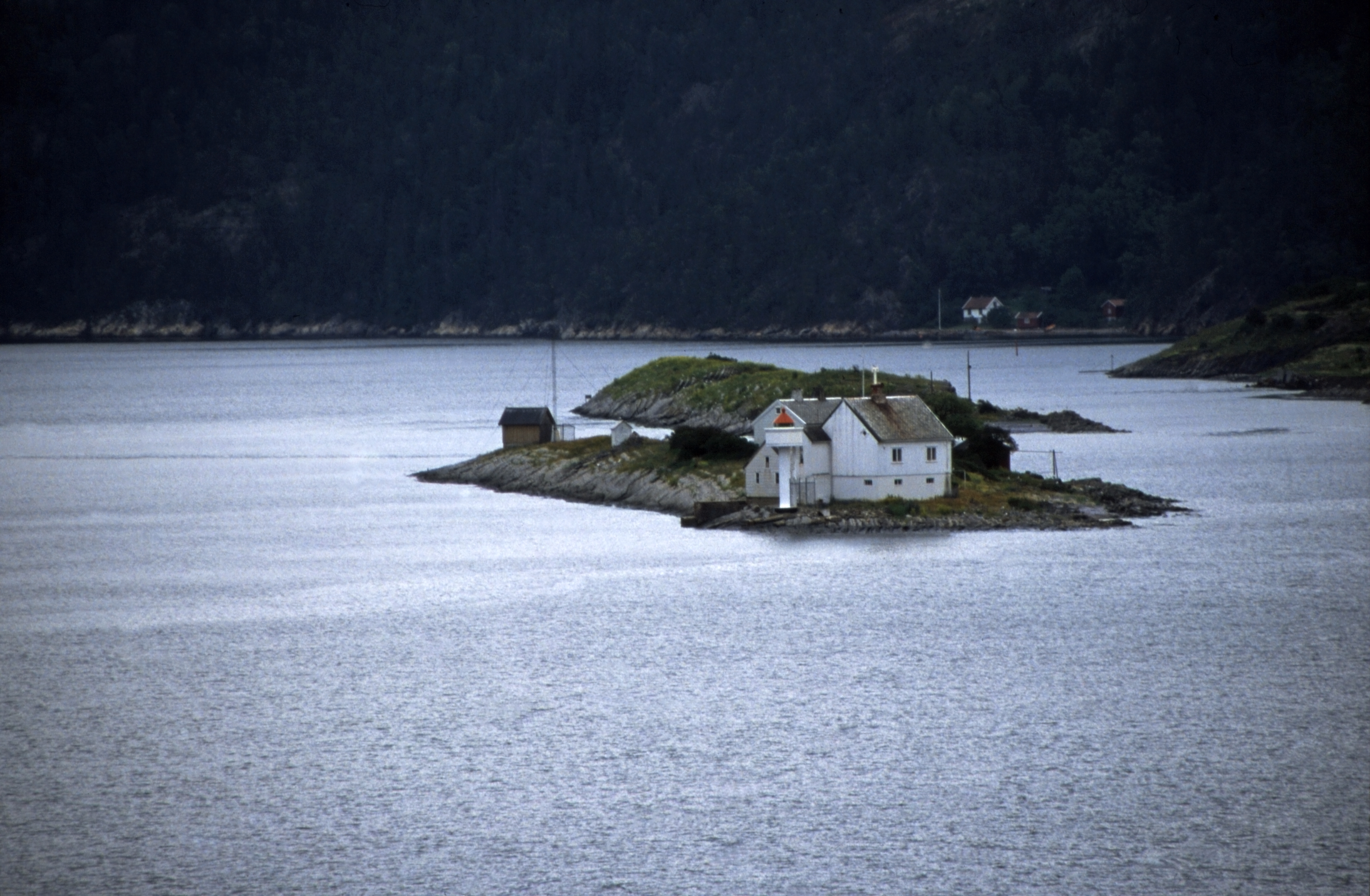
Phare de Steilene